# Съезд в Уветичах

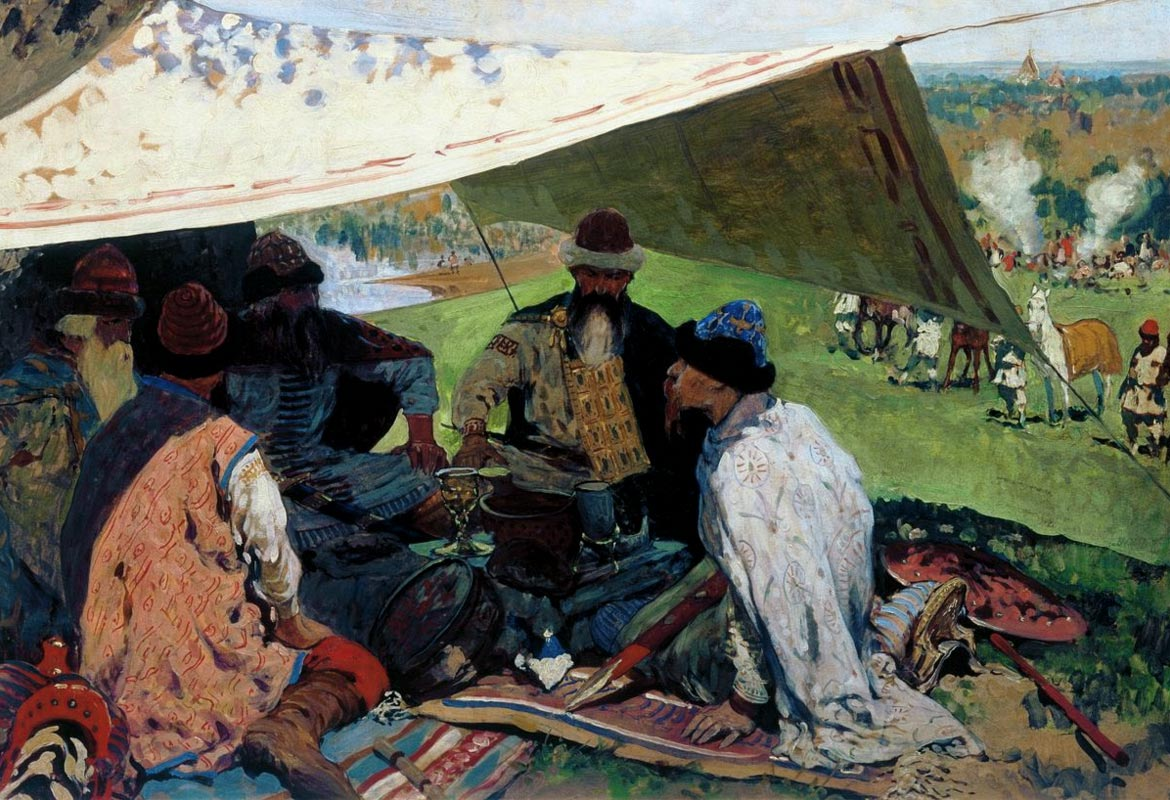
Русские князья заключают мир в Уветичах. Картина С. В. Иванова

Съезд в Уве́тичах (в историографии также известен как съезд в Витичеве, или вити́чевский съезд) — две встречи старшего поколения русских князей, состоявшиеся в августе 1100 года для примирения друг с другом и суда над князем Давыдом Игоревичем. Местом проведения съезда стал город Уветичи на правом берегу Днепра в окрестностях Киева (ныне село Витачов Киевской области).
«Повесть временных лет», являющаяся основным источником по событиям, излагает их дважды: более подробно под 1097 годом, затем схематично под 1098—1100 годами.

## Предпосылки

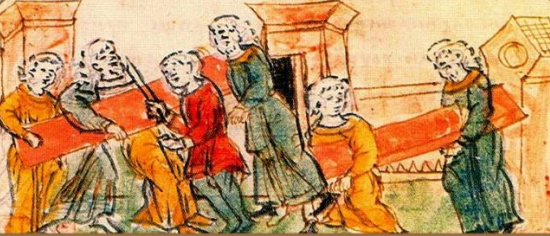
Ослепление Василька. Миниатюра из Радзивилловской летописи, XV век

Сбору предшествовал острый конфликт вокруг Волыни и галицких волостей. Он начался с того, что в ноябре 1097 года, нарушив договорённости, достигнутые на предыдущем общекняжеском съезде в Любече, волынский князь Давыд Игоревич при поддержке киевского князя Святополка захватил в плен и ослепил теребовльского князя Василька Ростиславича (Святополк обманом заманил последнего в Киев). Среди причин, упоминаемых в переговорах между князьями, было подозрение в союзе Василька с Владимиром с целью занятия Владимиром Киева, Васильком — всех западных волостей, а также опасения Давыда за собственную судьбу.
Давыд выступил в поход с целью занять владения Василька, но навстречу ему выступил старший брат Василька — Володарь, осадил Давыда в Бужске и добился освобождения брата. Весной следующего, 1098 года, Ростиславичи осадили Давыда во Владимире. В итоге они заключили мир, получив для расправы бояр, ответственных за ослепление.

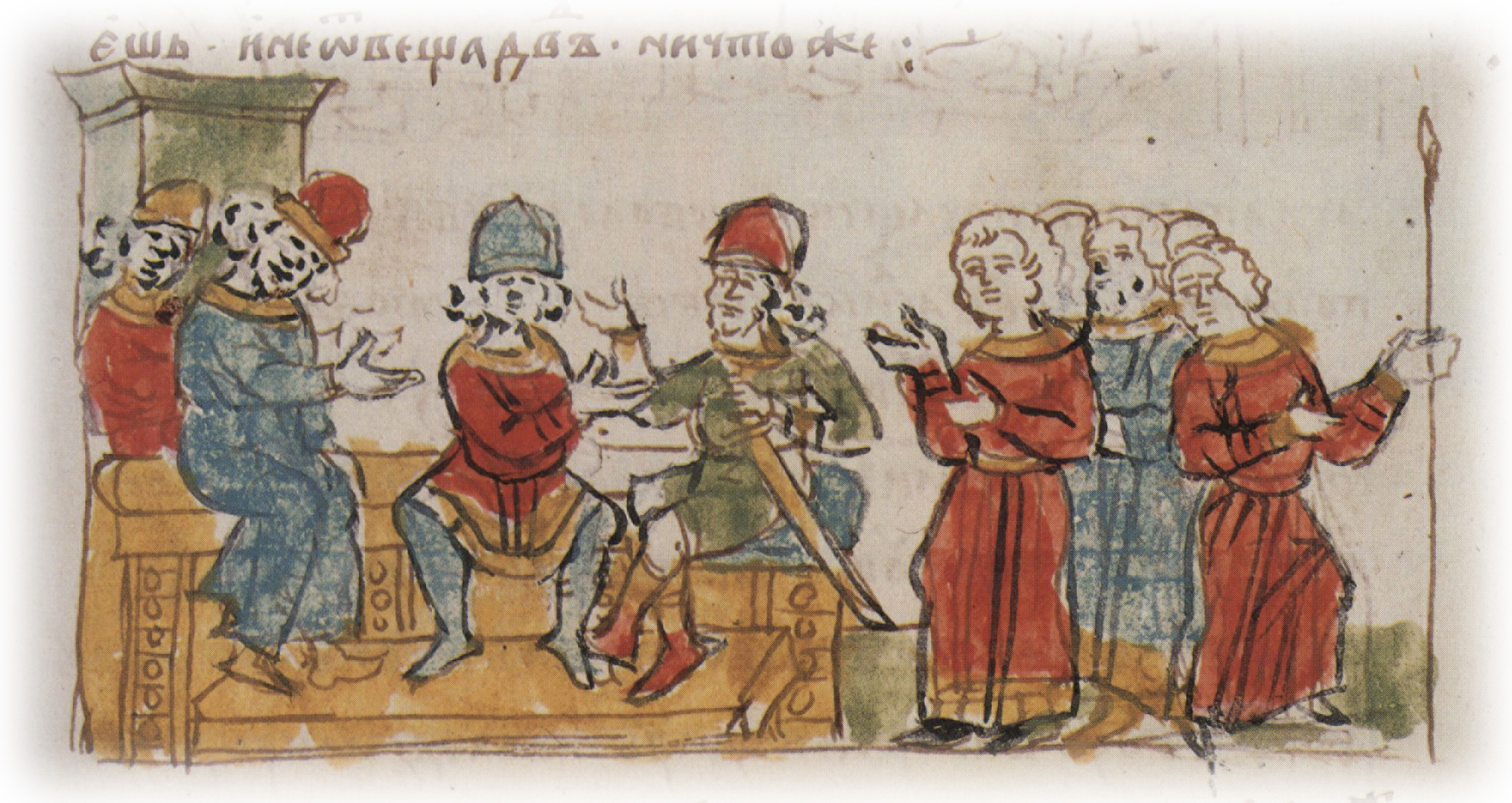
«В лето 6608. …сотвориша мир братья межи собою, Святополк, Володимер, Давыд, Олег [в] Уветичех месяца августа 10 день»

Двоюродные братья Святополка — Владимир Мономах, Давыд Святославич и Олег Святославич в 1098 году собрались на съезд в Городце и под угрозой войны потребовали от Святополка изгнания Давыда Игоревича. Тогда Святополк отобрал у Давыда Игоревича владимирский стол, заставив его бежать в Польшу, а во Владимире посадил своего сына Мстислава.
После этого Святополк пошёл войной на самих Ростиславичей, утверждая, что их волости по династическому праву принадлежат ему. Святополк был разгромлен на Рожном поле. В конфликт включился венгерский король Кальман I Книжник, который выступил на стороне Святополка. Изгнанный Давыд Игоревич встал на сторону Ростиславичей, привёл половцев и разбил венгров на Вагре.
Затем Давыд осадил Мстислава во Владимире и взял город. Сын Святополка погиб от стрелы во время осады 12 июня 1099 года. 5 августа Владимир был отбит киевским воеводой Путятой, но затем Давыд с половецкой помощью вновь овладел Владимиром и Луцком, выгнав оттуда союзника Святополка, Святослава Давыдовича.

## Съезд и его последствия
На первой встрече, состоявшейся 10 августа, Святополк, Владимир Мономах, Давыд (Святославич) и Олег «сотворили мир меж собою». Вновь собравшись 30 августа, они вызвали к себе Давыда Игоревича. Выслушав его объяснения, братья демонстративно отдалились от него, прогнали с «единого ковра» и лишили права речи.

И стали братья на конях; и стал Святополк со своей дружиной, а Давыд и Олег каждый со своею отдельно. А Давыд Игоревич сидел в стороне, и не подпустили они его к себе, но особо совещались о Давыде. И, порешив, послали к Давыду мужей своих, Святополк — Путяту, Владимир — Орогостя и Ратибора, Давыд и Олег — Торчина.— 
Послы объявили Давыду братскую волю: «Не хотим тебе дать стола Владимирского, ибо вверг ты нож в нас, чего не бывало ещё в Русской земле». Он был лишён Владимира-Волынского (туда был посажен сын Святополка — Ярослав). Взамен получил от Святополка городки Бужский Острог, Дубен, Чарторыйск и виру в 400 гривен от остальных братьев (200 от Владимира и 200 от Святославичей). Позднее Святополк передал Давыду Дорогобуж. В отношении племянников-Ростиславичей было принято решение лишить Василька его стола — Теребовля (видимо, потому что ослепший князь считался недееспособным). К Володарю были отправлены послы с приказом либо взять ослепшего брата к себе, либо отправить в Киев, где князья обещали о нём позаботиться. Однако Ростиславичи данному решению не подчинились. О том, на каких условиях в итоге был заключен мир, не известно, но Василько оставался князем теребовльским до самой смерти.
Вскоре у Святополка возник конфликт с брестским князем Ярославом Ярополчичем, племянником от старшего брата (убитого Ростиславичами в 1086 году). В итоге Ярослав умер в киевской тюрьме.